# تلمبه همدانی
تلمبه همدانی  یک منطقهٔ مسکونی در ایران است که در دهستان کبوترخان واقع شده‌است. تلمبه همدانی ۱۸ نفر جمعیت دارد.